# Angelo Maria Costa
Angelo Maria Costa (Palermo, ... – ...; fl. XVIII secolo) è stato un pittore italiano.
Nato a Palermo attorno al 1670, e documentato a Napoli tra il 1696 e il 1721, fu presto imprigionato per furto nelle carceri della Vicaria dove, conosciuto Leonardo Coccorante, ne divenne maestro. 
Il Costa partito dalla linea avviata dal bergamasco Viviano Codazzi e continuata dal Ghisolfi, s'era addirittura spinto ad una serie di riprese 'dal vero' di palazzi, monumenti e squarci della città e dei suoi immediati dintorni, con una lucidità e un'attenzione ai particolari più minuti, del tutto insospettabili per quegli anni, se non si vuole pensare ad una non probabile conoscenza di esperienze affini, ma profondamente diverse per resa ottica del dato reale, di Gaspar Van Wittel.
Nei suoi dipinti, dopo un lungo silenzio, abbiamo brillanti esempi di vedute napoletane, che oltre a documentare una singolare ripresa della lontana lezione codazziana, ad esempio nella tela con Il Palazzo Reale di Napoli, nella collezione dell'Hospital de Aufera a Toledo, presentano tagli prospettici e soluzioni visive che sembrerebbero derivare da precedenti vanvitelliani a Napoli o che comunque anticipano immagini della città da punti di vista poi diventati 'canonici' durante il Settecento.
| Controllo di autorità | VIAF (EN) 95684843 · ULAN (EN) 500000691 |